# Platyja
Platyja is een geslacht van vlinders van de familie spinneruilen (Erebidae), uit de onderfamilie Calpinae.

## Soorten
- P. argenteopunctata Bethune-Baker, 1906
- P. ciacula Swinhoe, 1893
- P. crenulata Holloway, 1976
- P. cyanocraspis Hampson, 1922
- P. cyanopasta Turner, 1908
- P. exviola Hampson, 1891
- P. flavimacula Semper, 1901
- P. griseomaculata Snellen, 1880
- P. lemur Felder, 1874
- P. minutipuncta Swinhoe, 1901
- P. phaenophoenica Hampson, 1905
- P. porphyria Turner, 1904
- P. porphyrodes Bethune-Baker, 1906
- P. retrahens Prout, 1921
- P. rufiscripta Swinhoe, 1904
- P. sumatrana Felder, 1874
- P. torsilinea Guenée, 1852
- P. umminea Cramer, 1780